# Anne’s Falls
Die Anne’s Falls sind ein Wasserfall im Gebiet der Ortschaft Tai Tapu im Selwyn District der Region Canterbury auf der Südinsel Neuseelands. Er liegt im Lauf eines namenlosen Bachs am Südrand des Omahu Bush, der hinter dem Wasserfall in westlicher Fließrichtung an der Otahuna Road versickert. Seine Fallhöhe beträgt etwa 10 Meter.
Vom Parkplatz an der östlich des Omahu Bush verlaufenden Summit Road führt eine zweistündige Rundwanderung etwa auf der Hälfte der Strecke am Wasserfall vorbei.